# Une jeune femme appuyée sur le bord d'une croisée
Une jeune femme appuyée sur le bord d'une croisée est un tableau de l'artiste peintre française Marie-Victoire Lemoine, exposé au Salon de 1799 à Paris et acquis en 2020 par la National Gallery of Victoria, à Melbourne, en Australie. La femme représentée dans ce portrait est généralement identifiée depuis les années 1990 comme étant Marie-Denise Villers, née Lemoine (1774-1821), sœur de l'artiste. Une tradition plus ancienne qui en faisait Pauline Bonaparte (1780-1825), une sœur de Napoléon, a été totalement discréditée depuis 1996,,.

## Description
Le tableau montre une jeune femme qui se tient appuyée sur le bord d'une fenêtre, ou plus précisément, sur une croisée. Elle est vue de profil, avec une légère inclinaison de la tête.
La jeune femme porte une robe légère, de couleur claire, probablement blanche ou beige, avec un décolleté discret et des détails dans les plis de la robe qui sont rendus avec une grande douceur.
La lumière douce et diffuse semble provenir de l'extérieur, éclairant doucement son visage et ses bras, tandis que le reste de la scène est un peu plus ombragé. Son visage, est peint finement.
Le décor derrière elle n'est pas très détaillé, mais la croisée de la fenêtre laisse entrevoir un paysage flou, où l'on peut distinguer des éléments de verdure ou de ciel.
La signature de l'artiste, tracée à la peinture noire mais en partie effacée, « M... Vic’... / Lemoine », est visible à droite sous le pilier, au-dessus du tabouret recouvert d'un coussin bleu-vert.

## Modèle
Le tableau a longtemps été exposé comme portrait de Pauline Bonaparte. En février 2020, le tableau s'est vendu aux enchères à New-York pour un montant de 387 000 dollars, et était décrit par la maison des ventes Doyle New York (en) comme un portrait de Pauline Leclerc, née Bonaparte, sœur de Napoléon Bonaparte.  Le tableau a pourtant été exposé pour la première fois en 1799 sous le titre original de Une jeune femme appuyée sur le bord d’une croisée. Un critique de l'époque avait identifié le sujet comme étant la propre sœur de l'artiste, Marie-Denise «Nisa» Villers, née Lemoine (1774–1821).

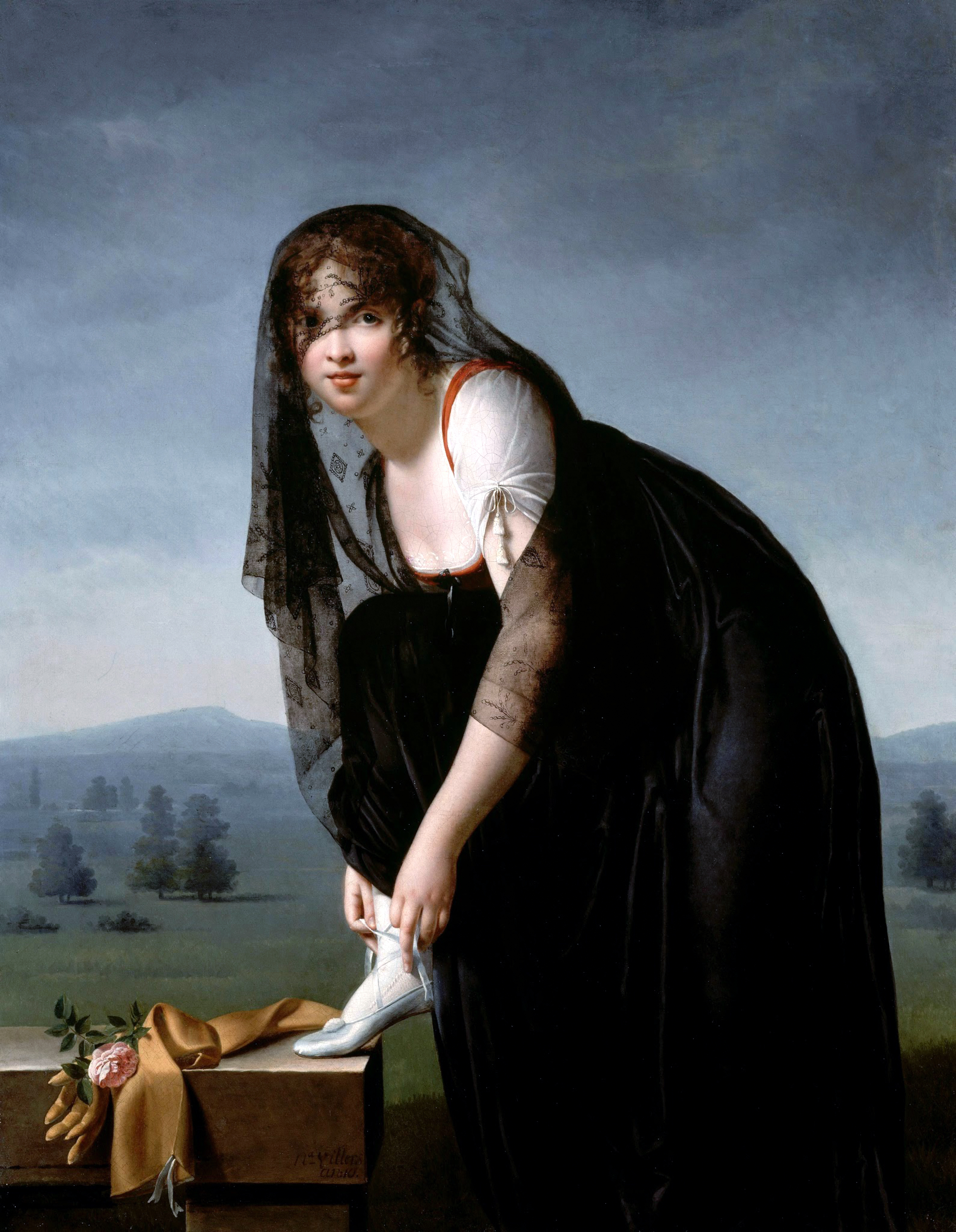
Une étude de-femme d'après nature de Marie-Denise Villiers (1802) permet d'identifier le modèle du tableau comme étant Marie-Denise «Nisa» Villers. sœur de Marie-Victoire Lemoine.

Il est facile de confirmer l'identité du sujet en comparant le tableau avec un autoportrait peint par Marie-Denise Villiers intitulée Une étude de femme d’après nature. Marie-Victoire Lemoine choisit de présenter sa sœur comme une intellectuelle tournant les pages d'un livre, dans une robe simple et sans bijoux.

## Historique
En février 2020, le tableau s'est vendu au enchères à New-York pour un montant de 387 000 dollars, et était décrit par la maison des ventes Doyle New York (en) comme un portrait de Pauline Leclerc, née Bonaparte, sœur de Napoléon Bonaparte. Selon Doyle le tableau avait été donné par Pauline à son frère Joseph qui l'aurait emporté en exil avec lui en Amérique. Le tableau aurait ensuite été acheté par Pierre Gassner (1793-1859), dont les descendants l'auraient vendu aux enchères en 2020. Selon Margareta Oppenheimer il est pourtant impossible que Joseph en ai été le propriétaire.

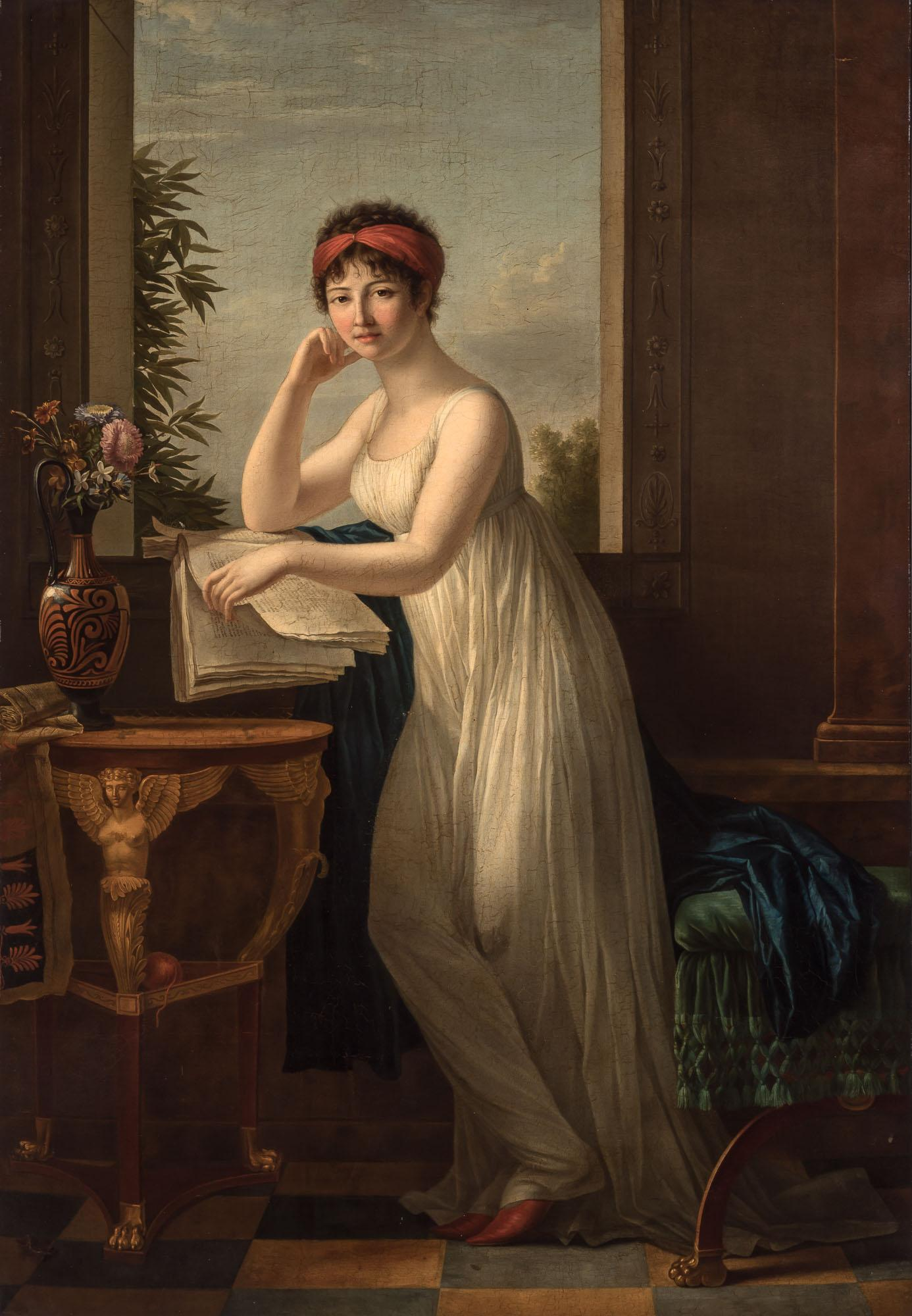
Le tableau, avant restauration

L'acquisition du tableau par la National Gallery of Victoria a été financée par la philanthrope Krystyna Campbell-Pretty et sa fondation familiale, en même temps que quatre autres peintures françaises : deux scènes de genre de Louis-Léopold Boilly, La Dentellière (v. 1789-1793) et Les Deux Sœurs (v. 1800), ainsi que deux toiles réalisées par deux autres femmes peintres : le Portrait de Renée Delmas de Pont-Jest (1875) de Louise Abbéma et un Nu à la draperie (1921) de Suzanne Valadon.
Entre 2021 et 2022, le tableau a fait l'objet d'un important travail de restauration par l'équipe de conservation du musée, qui a d'abord aplani et stabilisé le support de la toile, avant de retirer le vernis très décoloré et les anciennes repeintures. Cette opération a révélé la véritable palette de couleurs du tableau ainsi que des détails jusqu'alors obscurcis, comme le vase de fleurs. L'application d'un nouveau vernis a finalement permis de restaurer les zones de perte ou endommagées de la toile, en particulier près du genou du personnage,.